# خون‌پاش و نغمه‌ریز
خون‌پاش و نغمه‌ریز نام یک آلبوم موسیقی حاصل همکاری غلامحسین سمندری و محمدابراهیم شریف‌زاده دو استاد موسیقی مقامی می‌باشد که در سال ۱۳۸۰ توسط نشر ماه‌ریز وارد بازار موسیقی شد.

## نام آلبوم
نام این آلبوم موسیقی برگرفته از شعری‌ست که مهدی اخوان‌ثالث در ستایش استاد غلامحسین سمندری در سال ۱۳۶۳ سرود.

## معرفی آلبوم
استاد فقید غلامحسین سمندری در این اثر با ساز خویش آواز استاد محمدابراهیم شریف‌زاده را همراهی می‌کند و خود نیز به تکنوازی می‌پردازد. و موسیقی مقامی تربت جام را به زیبایی ارائه می‌دهند.

## قطعات آلبوم
- نوایی
- مشق پلتان
- سرو خرامان
- هزارگی
- کردی
- بهاره دختر‌عمو
- احمد جامی
- با دلبر رعنا